# Chris Tarrant
Christopher John „Chris” Tarrant (ur. 10 października 1946 w Reading) – brytyjski aktor filmowy i telewizyjny, pisarz, dziennikarz i prezenter radiowy i telewizyjny, muzyk, piosenkarz i komik, najbardziej znany z prowadzenia teleturnieju Who Wants to Be a Millionaire?.
Oprócz tego prowadził także takie programy jak m.in.:
- Tiswas (1974–1981) – program dla dzieci;
- O.T.T. (Over The Top) (1982) – kontynuacja programu Tiswas;
- Cluedo (1991) – teleturniej oparty na grze o tej samej nazwie;
- Lose A Million (1993) – teleturniej, w którym zadaniem zawodników było odpowiadać na pytania błędnie;
- It’s Not What You Know (2008) – teleturniej, o którym mówiono, że nie trzeba odpowiedzieć poprawnie na żadne pytanie, by wygrać;
- The Colour of Money (2009) – teleturniej, w którym na monitorach rosła stawka, jednak przewidziana była jej maksymalna wartość; zadaniem gracza było zatrzymać wzrost w odpowiednim momencie.

Zagrał także w filmie Johnny English.

## Nagrody i wyróżnienia
- 2000 – Laureat Wyróżnienia specjalnego na National Television Awards
- Zdobywca 38. pozycji w plebiscycie na 50 Największych Gwiazd według brytyjskiej stacji ITV
- 2006 – Laureat Nagrody za całokształt twórczości telewizyjnej na British Comedy Awards